# Elias Pistorius senior
Elias Pistorius, latinisiert aus Elias Beck (~ 15. April 1590 in St. Joachimsthal; † 14. Februar 1664 in Olbernhau), war ein deutscher lutherischer Theologe, Prediger, Pastor und Rektor.

## Leben
Elias Pistorius wurde in St. Joachimsthal im böhmischen Teil des Erzgebirges als Sohn des dortigen Oberpfarrers Theophil Pistorius (Beck; * 1532 in St. Joachimsthal; † 1610 ebenda) und dessen zweite Ehefrau Barbara Luckenberger geboren und am Palmsonntag 1590 getauft. Seine Großväter waren Erasmus Beck (* um 1500 in Schneeberg; † 1545 in St. Joachimsthal), „ein guter Hebräist, welcher diese Sprache hier docirte“, und Elias Luckenberger († 15. Mai 1572 in St. Joachimsthal), 1569 Stadtrichter und 1570–72 kaiserlicher Amtsverwalter in St. Joachimsthal. Theophil Pistorius (~ 13. September 1592 in St. Joachimsthal) war sein Bruder.
Pistorius wuchs in St. Joachimsthal auf, wo er auch die Schule besuchte. Seit 1610 war er „Taubenreuterscher Stipendiat“, studierte an der Universität von Wittenberg und wurde im März 1618 Nachfolger des Rektors Knespel an der Lateinschule in seiner Heimatstadt. Er verblieb in dieser Funktion sieben Jahre. 1623/24 ließ er seine erste theologische Schrift veröffentlichen. Mit der Gegenreformation wurden alle lutherischen Geistlichen in der Stadt ihrer Ämter enthoben. Da jedoch das vakante Pfarramt vorerst nicht mit einem katholischen Geistlichen besetzt werden konnte, trug der Rat der Stadt Pistorius auf, die Kinder weiter zu taufen, sowie an Sonn- und Festtagen die Evangelien und Episteln zu lesen. Für diesen Dienst bewilligten sie ihm wöchentlich einen Gulden und sicherten ihm, falls er zur Verantwortung gezogen werde, Verteidigung und Schutz zu. Schließlich wurde 1626 Pistorius durch kaiserliche Kommissare aus der Stadt vertrieben und Exulierte mit seiner Familie in das Kurfürstentum Sachsen.

Auf Anordnung des sächsischen Kurfürsten bekam er 1629 das Rektorat in Marienberg verliehen. Seit 1633 war er Pastor und Rektor in Olbernhau, welche Ämter er bis zu seinem Tode 1664 ausübte. In dieser Zeit erlebte er die Wirren des Dreißigjährigen Krieges, den Einfall der Schweden und die Zerstörung der Olbernhauer Stadtkirche im Jahr 1639 sowie deren Wiederaufbau. Sein Sohn und Amtsnachfolger Israel Pistorius, der ihm seit 1652 als Substitut unterstützte, schrieb über seinen Vater: „Ein sehr gelehrter Mann, undiquaque doctus, der lateinischen, griechischen und anderen Sprachen mächtig, Theologus cordatus, choragio virtutum ornatus, in gymnasio crucis exercitatus, ein trefflicher glücklicher Poet, ein guter Musikus...“ 

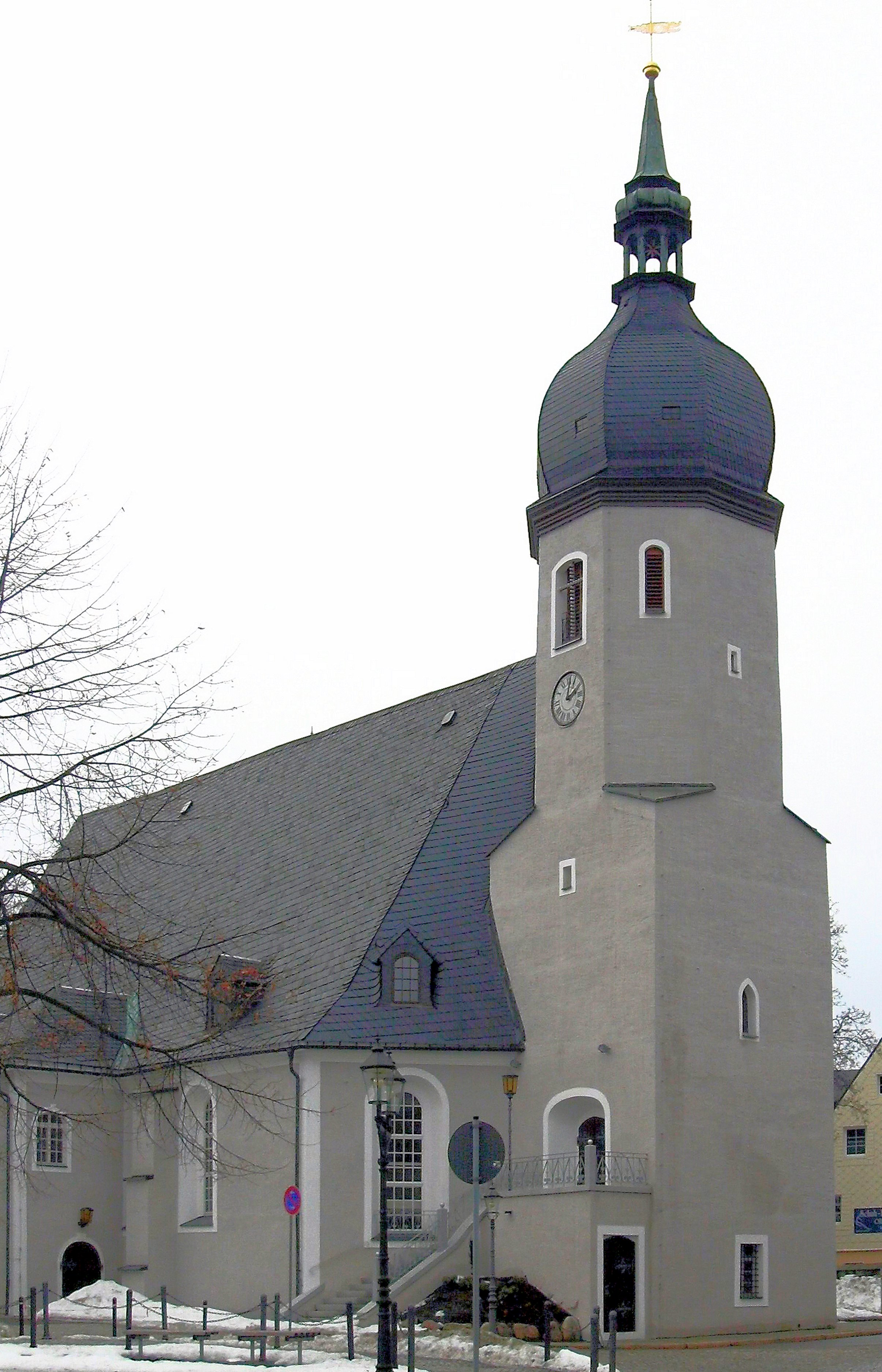
Stadtkirche Olbernhau – dreißig Jahre Wirkungsstätte von Elias Pistorius

## Familie
Elias Pistorius heiratete in erster Ehe um 1610 in St. Joachimsthal Maria Lehmann und in zweiter Ehe Barbara. Aus den Ehen sind folgende Kinder bekannt:
1. Theophil (* 1615 in St. Joachimsthal; † 7. November 1679), 1644 Hofmeister in Dresden, 1657 Pastor in Zschopau, 1670 Superintendent in Delitzsch[14][15]
2. Elias (* 18. November 1624 in St. Joachimsthal; † 8. Februar 1668 in Merseburg), sachsen-merseburgischer Hofprediger und Konsistorialassessor
3. Israel (* 26. November 1630 in Marienberg; † 20. April 1678 in Zörbig), 1646 Student an der Universität von Leipzig, 1648 in Wittenberg, 1650 Magister, 1677 Pastor in Zörbig; ⚭ 10. März 1684 Anna Ihle[16]

## Werke
- Didactica Theosophica, Das ist/ Christliche/ und auß Gottes Wort gegründte Lehrkunst/ die Rechte/ Göttliche Weißheit zu überkommen : In vier Schrifftmessigen homilien, auß dem LI. Cap. Syrachs/ erkläret ... 1624
- Chronostichica, partim votiva, partim vaticinantia oracula : de anno 1637
- Enagismata Crusiana Das ist: LeichenSermon/ ex Psal. 71.v.7. Ich bin von vielen/ wie ein Wunder. / Gehalten Bey dem letzten Ehrengedechtnis Herrn Danielis Crusii von Crausenbergk/ Nibilis Physici, Medici, Chymici, Philosophici, &c. : Welcher den XII. Maii diese Welt verlassen/ in die Ewigkeit gelanget ist; Aus schuldiger Danckbarkeit der Posteritee consecrirt. 1637
- Christliche Gedächtniscron und LobPredigt Bey der Sepultur und LeichenProceß Des WolEhrenVesten hochgeachteten und Vornehmen Herrens Augusti Rohdens ... 1652 (Digitalisat)